# Moran Buzovski
Moran Buzovski, née le 23 mars 1992 à Petah Tikva, est une gymnaste rythmique israélienne.

## Carrière
Elle remporte aux Championnats du monde de gymnastique rythmique 2011 la médaille de bronze en groupe (5 ballons). Elle atteint ensuite la finale du concours des ensembles des Jeux olympiques de 2012, terminant à la huitième place.